# دهستان مهرگان
دهستان مهرگان، یکی از دهستان‌های بخش مرکزی شهرستان پارسیان در استان هرمزگان ایران است. مرکز این دهستان، روستای بهده است.

## جمعیت
بر پایه سرشماری عمومی نفوس و مسکن در سال ۱۳۹۵، جمعیت دهستان مهرگان برابر با ۹٬۷۰۸ نفر بوده‌است.